# 铁热克巴扎乡
铁热克巴扎乡，是中华人民共和国新疆维吾尔自治区巴音郭楞蒙古自治州轮台县下辖的一个乡镇级行政单位。

## 行政区划
铁热克巴扎乡下辖以下地区：
阔什哈曼村、库纳巴扎村、曼曲鲁克村、巴什库玉克村、巴格托格拉克村、赛依买里村、托乎鲁村和牧业村。